# Arhipoeta
Arhipoeta (na latinskom i njemačkom „Archipoeta") je ime dano anonimnom autoru deset srednjovjekovnih latinskih pjesama iz 12. st. Današnja znanost smatra da je rođen približno 1130., a da je preminuo oko 1165. godine. Mjesto njegova rođenja još je nepoznato. 
Bio je anonimni vrhunski srednjovjekovni pjesnik. Nije poznato zašto je taj istaknuti autor želio ostati anoniman. Njegov brojčano skromni opus smatramo vrhuncem pjesništva njegova doba, a njega samoga jednim od najistaknutijih pjesnika latinskog srednjovjekovlja.
Njegovom najveličanstvenijom pjesmom znanost smatra njegovu „Confession" („Ispovijest") pronađenu u kolekciji jedne od najpoznatijih srednjovjekovnih pjesmama poznatih pod nazivom „Carmina Burana" ili „Buranske pjesme." Zajedno s Hughom Primasom iz Orlèansa (s kojim se često brka), Arhipoetu znanstvenici u svojim djelima svrstavaju među najbolje primjere Golijardskog pjesništva, a njega samog uzdižu u sam vrh srednjovjekovnog latinskog pjesništva.
O njemu znademo uglavnom iz podataka napisanih u manuskriptima (rukopisima), a koji nam govore da je po rođenju bio plemićke krvi te da je potjecao iz jedne još uvijek neidentificirane regije Zapadne Europe. Usto, znanstvenici na temelju analize tekstova posebice ističu njegovu respektabilnu i klasičnu naobrazbu, kao i njegovo poznanstvo i veze s Arhikancelarom (nadkancelar) Rainaldom iz Dasselova dvora, te njegovu istančanu aktivnost povezanu s njim kako po sadržaju tako i po svrsi. Kada smo kod toga, u zadnje vrijeme neki znanstvenici nagađaju da su Arhipoetova tobožnja prevelika sklonost piću i njegove ekstravagantne osobine, koje iščitavamo u njegovim radovima, mogle služiti samo kao fasada unatoč njihovim očiglednim autobiografskim nastojanjima.
Prema nekim znanstvenicima (W.H.T. Jackson i dr.) njegov nadimak moguće dolazi od titule njegova patrona, nadkancelara Rainalda od Dassela ili Archicancellariusa na latinskom, iako je to pitanje još uvijek otvoreno. Također, zanimljivo je istaknuti da su barem dvije osobe nazivane „clericus vagus" (putujući klerik), koje su u to vrijeme odabrale pseudonim ili titulu „Archipoeta": jedan bijaše Nikola (Nicholas) koji je nakratko boravio kod cistercitskoj opatiji (samostanu), a drugi Henrik (Henry) od Avranchesa (oko 1250.). Međutim, obojica su živjela nakon „Archpoete" iz perioda vladanja Barbarosse (1155. – 1190.). Zbog toga što je Arhipoeta opisivao Rainalda kao nadbiskupa Kölna, to dokazuje da je taj pjesnik-klerik najvjerojatnije bio živ i aktivan približno između 1150. (kada je Rainald postao nadbiskup) i 1167. (kada je on – pjesnik-klerik - umro). K tomu, sve njegove pjesme koje se dadu datirati potječu iz perioda 1162. i 1164. Nakon odlaska njegova patrona 1167., izgleda da Arhipoeta nije ništa napisao ili, ako je napisao, ništa još nije pronađeno ili otkriveno. Usto, jedan od vodećih suvremenih autoriteta za srednjovjekovno pjesništvo Peter Dronke naglašava da Arhipoeta u pjesmi X. nešto govori o sebi: „on se ubrajao među 'iuvenes': dok tehnički 'iuvinis' može biti osoba dobi između 21. i 50. godine života, čime je izgledno zamisliti Archipoetu kao tridesetgodišnjaka ili tridesetpetogodišnjaka u vrijeme nastanka ove pjesme, te smjestiti njegovo rođenje u približno 1130. godinu."
Nekoliko indikacija sugerira da je Arhipoeta porijeklom iz regije sjeverno od Alpa, iako nema nijednog točnog spomena iz koje zemlje. Međutim, tradicionalno i najčešće kao mjesto njegova rođenja ističe se Njemačka. Sam za sebe on kaže da je „ortus a militibus" (vojničkog rođenja/porijekla), te da dolazi iz tako visoke klase čime je u tom slučaju zasigurno polazio kroz odličnu edukaciju u slobodnih umjetnosti („artes liberales"), teologije i klasične naobrazbe. U svojoj IV. pjesmi, Arhipoeta spominje da je odabarao poslanje pjesnika (što je simbolički prikazano u odabiru spominjanja rimskog pjesnika Vergilija), a ne vojnika (što je simbolizirano opisom trojanskog ratnika Parisa) što mu je omogućilo njegovo plemenito rođenje koje ga je i odredilo u tomu pravcu. U istoj pjesmi se spominje da je isprva putovao u Salerno u želji da studira medicinski studij, ali zbog narušena zdravlja napušta taj projekt.
Tada je, najvjerojatnije, počeo raditi, moguće kao „dictamen" (majstor umjetnosti pisanja pisama), na dvoru Rainalda od Dassela, biskupa-izbornika Kölna i nadbiskupa Fridrika I. Barbarosse, cara Svetog Rimskog Carstva, za koga je, prema riječima slavnog njemačkog filologa E.R. Curtiusa, napisao „najbriljantnije strofe". Njegovo spominjanje Salerna, Beča i Kölna u svojim pjesmama, kao i još nekoliko prikupljenih detalja, sugeriraju da je Arhipoeta tijekom života putovao diljem sjeverne Italije, Provanse, Burgundije, Austrije i Njemačke. Znanstvenici još znadu da je Arhipoeta živio neko vrijeme – moguće posljednje godine svojega života – u samostanu Sv. Martin u Kölnu. Kao što je slučaj s mnogim srednjovjekovnim i/ili anonimnim autorima, vrlo malo se može reći sa sigurnošću o njegovu životu.
Dok se općenito pretpostavlja da je Arhipoeta pripadao golijardskoj tradiciji – grupici studenata koji su pisali pjesmice uz čašicu, parodije u kojima su kritizirali Crkvu i satire na temu života putujućih srednjovjekovnih svećenika – uvaženi znanstvenik Peter Dronke predlaže potpuno drugačiji portret Arhipoete u svojoj knjizi „The Medieval Lyric" („Srednjovjekovno pjesništvo"): „Ustvari, on je pripadao krugu dvorskog pjesništva, a moguće je, također, da je bio civilni sluga ili niži diplomat u službi carskog Kancelara, i, stoga najvjerojatnije, član najbližeg kruga samog Fridrika Barbarosse. Uvjeren sam da je njegov lajtmotiv svojeglavog, nesretnog vagabunda koji je, ponekad, izazvavši divljenje kod svojega patrona i njegove publike, u svojim pjesmama manje iznosio autobiografske podatke, a više čisto književno umijeće ... Arhipoetina slika njega kao vagabunda (bez obzira koji element literarne istine ono može sadržavati) proizlašla je iz jednostavne činjenice da je taj vrhunski anonimni pjesnik stvarao sofisticiranu zabavu za međunarodni svijet diplomata i legislatora, znanstvenika i prelata koji su bili u najužoj carevoj sredini. Njihov 'lingua franca' bijaše latinski što je nagnalo Arhipoetu da piše upravo tim jezikom, a u mnogočem ga možemo smatrati jednakim tomu visokom krugu, kako zbog njegova rođenja i obrazovanja teko i zbog njegova relativno visokog položaja."